# Parti révolutionnaire ukrainien
Le Parti révolutionnaire ukrainien (en ukrainien : Революційна українська партія, Revolûcìjna ukraïns’ka partìâ ou RUP) fut un parti politique de tendance national-révolutionnaire et marxiste fondé le 11 février 1900 par des étudiants à Kharkov, dont certains issues de la Fraternité Taras et dont le principal objectif était la révolution et l'indépendance de l'Ukraine,. Le premier organisateur en chef fut Dmytro Antonovitch suivi par Mykola Porch.
Très rapidement le Parti présenta des dissensions internes en raison des divergences sur l'importance à donner aux objectifs nationaux d'une part et socialistes d'autre part. Si le premier programme du Parti révolutionnaire ukrainien prévoyait l'indépendance de l'Ukraine, l'idée d'une autonomie au sein d'une fédération avec la Russie prit le dessus.
Le Parti se scinda finalement en trois. Sous la conduite de Mykola Mikhnovsky se créa une petite aile nationaliste qui devint le Parti ukrainien du Peuple. Souscrivant à un nationalisme absolu, ce Parti demeura sans influence. Puis, en 1904, c'est l'aile gauche du RUP qui fit scission et devint l'Union social-démocrate ukrainienne avant de rejoindre la social-démocratie russe.
Le reste du RUP prit, en 1905, le nom de Parti ouvrier social-démocrate ukrainien. Ce dernier continua de concilier les objectifs nationaux et socialistes. On y retrouve notamment Volodymyr Vynnytchenko et Symon Petlioura, formant chacun un courant du Parti, le premier étant plus fortement socio-révolutionnaire et le second plus nationale-démocratique.